# Félines-sur-Rimandoule
Félines-sur-Rimandoule – miejscowość i gmina we Francji, w regionie Owernia-Rodan-Alpy, w departamencie Drôme.
Według danych na rok 1990 gminę zamieszkiwało 85 osób, a gęstość zaludnienia wynosiła 10 osób/km² (wśród 2880 gmin regionu Rodan-Alpy Félines-sur-Rimandoule plasuje się na 1535. miejscu pod względem liczby ludności, natomiast pod względem powierzchni na miejscu 1242.).